# Campionato mondiale di calcio a 5 maschile 1982
Il primo Campionato del mondo di futsal, disputato dal 30 maggio al 6 giugno 1982 in Brasile, è la prima edizione di un torneo per squadre nazionali di futsal organizzato dalla FIFUSA, organismo che amministrava tale sport in ambito mondiale.
Ai nastri di partenza della manifestazione si presentano dieci formazioni divise in due gironi da cinque squadre, le ventiquattro partite vengono disputate al Ginásio do Ibirapuera, dove si svolge anche la finale davanti a quasi 12.000 persone nonostante la trasmissione televisiva e l'infelice orario di mezzogiorno. La partita inaugurale è Brasile-Argentina, la straclassica sudamericana, vinta nettamente dalla squadra di casa.
Il torneo è segnato dall'affermazione di un Brasile che vince di misura sul Paraguay: la squadra capitanata dal portiere José Roberto Coelho Santana, detto Beto, e diretta in panchina da César Vieira che con i verdeoro aveva già vinto il campionato panamericano di due anni prima, si preparò alla manifestazione con due amichevoli entrambe sonoramente vinte. Le 33 reti messe a segno nel torneo ne fecero la squadra miglior realizzatrice, ma la finale segnata dall'importanza dell'evento, fu determinata dal solitario gol di Jackson. Il dominio del Sudamerica, culla di questo sport, si completa con la terza piazza di Uruguay e Colombia, le prime formazioni europee rimangono fuori dall'olimpo futsalero, Cecoslovacchia e olanda sono le prime formazioni del vecchio continente.

## Girone A
| Ipirapuera | Brasile | 5 – 0 | Argentina |  |

| Ipirapuera | Uruguay | 2 – 0 | Cecoslovacchia |  |

| Ipirapuera | Brasile | 14 – 0 | Costa Rica |  |

| Ipirapuera | Brasile | 4 – 1 | Cecoslovacchia |  |

| Ipirapuera | Uruguay | 8 – 1 | Costa Rica |  |

| Ipirapuera | Argentina | 1 – 1 | Cecoslovacchia |  |

| Ipirapuera | Argentina | 6 – 3 | Costa Rica |  |

| Ipirapuera | Brasile | 5 – 1 | Uruguay |  |

| Ipirapuera | Cecoslovacchia | 7 – 1 | Costa Rica |  |

| Ipirapuera | Uruguay | 5 – 0 | Argentina |  |

| Classifica finale | Pt | G | V | N | P | GF | GS | DR  |
| ----------------- | -- | - | - | - | - | -- | -- | --- |
| Brasile           | 12 | 4 | 4 | 0 | 0 | 28 | 2  | +26 |
| Uruguay           | 9  | 4 | 3 | 0 | 1 | 16 | 6  | +10 |
| Rep. Ceca         | 4  | 4 | 1 | 1 | 2 | 9  | 8  | +1  |
| Argentina         | 4  | 4 | 1 | 1 | 2 | 7  | 14 | -7  |
| Costa Rica        | 0  | 4 | 0 | 0 | 4 | 5  | 35 | -30 |

## Girone B
| Ipirapuera | Giappone | 2 – 0 | Italia |  |

| Ipirapuera | Colombia | 5 – 0 | Giappone |  |

| Ipirapuera | Paraguay | 5 – 3 | Italia |  |

| Ipirapuera | Paesi Bassi | 3 – 2 | Giappone |  |

| Ipirapuera | Italia | 3 – 2 | Colombia |  |

| Ipirapuera | Paraguay | 6 – 1 | Paesi Bassi |  |

| Ipirapuera | Colombia | 5 – 2 | Paesi Bassi |  |

| Ipirapuera | Paraguay | 14 – 0 | Giappone |  |

| Ipirapuera | Paraguay | 2 – 1 | Colombia |  |

| Ipirapuera | Paesi Bassi | 2 – 1 | Italia |  |

| Classifica finale | Pt | G | V | N | P | GF | GS | DR  |
| ----------------- | -- | - | - | - | - | -- | -- | --- |
| Paraguay          | 12 | 4 | 4 | 0 | 0 | 27 | 5  | +22 |
| Colombia          | 6  | 4 | 2 | 0 | 2 | 13 | 7  | +6  |
| Paesi Bassi       | 6  | 4 | 2 | 0 | 2 | 8  | 14 | +1  |
| Italia            | 3  | 4 | 1 | 0 | 3 | 7  | 11 | -4  |
| Giappone          | 3  | 4 | 1 | 0 | 3 | 4  | 22 | -18 |

## Semifinali
| Ipirapuera | Brasile | 4 – 1 | Colombia |  |

| Ipirapuera | Paraguay | 2 – 0 | Uruguay |  |

## Finale 3º-4º posto
| Ipirapuera | Colombia | 0 – 0 | Uruguay |  |

## Finale
| Ipirapuera | Brasile    | 1 – 0 | Paraguay |  |
| \| \| \| \| \| Beto Pança Barata Paulinho Leonél Paulo César Carlos Alberto Miral Branquinho Cacá Paulo Bonfim Jorginho Douglas Jackson Walmir \| Formazioni \| Romero Ramón Carossini Tulio Aquino Joel Villalba Edgar Lezcano Martin Barrientos Luiz G. Martinez Ruiz Dias \| \| César Vieira \| Allenatori \| Lario Lezcano \| |            | |          |  |
| |            | |          |  |
| Beto Pança Barata Paulinho Leonél Paulo César Carlos Alberto Miral Branquinho Cacá Paulo Bonfim Jorginho Douglas Jackson Walmir | Formazioni | Romero Ramón Carossini Tulio Aquino Joel Villalba Edgar Lezcano Martin Barrientos Luiz G. Martinez Ruiz Dias |          |  |
| César Vieira | Allenatori | Lario Lezcano                                                                                                |          |  |